# ويليام جاى جينور
ويليام جاى جينور (بالإنجليزية: William Jay Gaynor)‏ (و. 1849 – 1913 م) هو سياسي، ومحامي، وقاضي من الولايات المتحدة الأمريكية . ولد في أوريسكاني . تولى منصب Mayor of New York City (1 يناير 1910–10 سبتمبر 1913) .
وهو عضو في الحزب الديمقراطي الأمريكي .
توفي في مدينة نيويورك .بسبب نوبة قلبية .